# Strangalia pallifrons
Strangalia pallifrons är en skalbaggsart som beskrevs av Giesbert 1997. Strangalia pallifrons ingår i släktet Strangalia och familjen långhorningar.
Artens utbredningsområde är:
- Guatemala.
- Honduras.

Inga underarter finns listade i Catalogue of Life.